# Arvid Niclas von Höpken
Arvid Niclas von Höpken, född 1710, död 1778, var en svensk friherre, kompositör och militär.

## Biografi
Arvid Niclas von Höpken var son till friherre Daniel Niclas von Höpken och friherrinnan Eleonora Lindhjelm, samt bror till Anders Johan von Höpken och Carl Fredrik von Höpken.
Arvid Niclas von Höpken blev efter studier vid Uppsala universitet (fr.o.m. 1727) som 20-åring löjtnant och for till Hessen i Tyskland där han tjänstgjorde vid hovet i Kassel till 1735. Antagligen var det under dessa fem år som han fick sin musikutbildning.
Samtidigt med Höpken verkade där bland annat vid den tiden välkända tysk-italienska operakompositören Fortunato Chelleri (1690-1757) som bör ha kunnat ge Höpken god skolning.
Tillbaka i Sverige medverkade von Höpken i kriget mot Ryssland 1741. Det blev dock för hans del ödesdigert, då han hamnade i rysk fångenskap fram till året därpå. Efter freden 1743 steg han successivt i graderna. 1759 blev von Höpken överste, två år senare befordrades han till generallöjtnant och blev slutligen överstekommendant på fästningen i Stralsund i norra Tyskland 1777. Stralsund var svenskt från och med westfaliska freden 1648 till och med 1815 och var under von Höpkens tid där säte för den svenske guvernören i Pommern.
Arvid Niclas von Höpken slutade sina dagar i Stralsund den 28 juli 1778 i en ålder av 68 år.
Stilistiskt anknyter Arvid Niclas von Höpken till samtida tonsättare i den italienska skolan såsom Georg Friedrich Händel, Giovanni Battista Pergolesi och den i våra dagar betydligt mindre bekante i Dresden verksamme operakompositören Carl Heinrich Graun. Särskilt hans musikdramatiska verk visar upp en stor säkerhet och grace i komponerandet och en hel del nymodigheter som gör att man imponeras över hans skicklighet som tonsättare, med hans amatörstatus i åtanke. 
Kännetecknande för Höpkens musik är de dynamiska växlingarna. Detta kan förvisso inte ses som något ovanligt, i Italien älskade man att använda sig av detta (till exempel Giovanni Gabrielis Sonata piano e forte). Men man kan ändå säga att von Höpken inom detta område var modern, men inte på något sätt före sin tid. Detta med de dynamiska kontrasterna är dessutom något som tyder på att han hört musik av till exempel den samtida operatonsättaren Nicolò Jommelli. Jommelli spelades en del i Stockholm under 1750-talet. Typiskt för Höpken är även de många drillarna. 
Arvid Niclas von Höpken var en musikamatör, dock en högadlig sådan. Hans mest verksamma period som kompositör var under 1750-talet. Då skrev han bl.a. två operor till text av Pietro Metastasio som var dåtidens store librettist (Il re pastore från 1752 och Catone in Utica från 1752) och ett komiskt intermezzo kallat Il Bevitore (Drinkaren). Dessa musikdramatiska verk kom att utgöra kärnan i von Höpkens produktion och är även hans mest kända verk, några av dem har blivit framförda även i modern tid. Dessa operor gör att von Höpken är den förste svensken som skrev opera i italiensk stil på svenska.
Förutom dessa musikdramatiska verk skrev von Höpken även ett par korta symfonier som i sin form är starkt präglad av tidens italienska stil. Dessa symfoniers äkthet är dock starkt omtvistad.
Vidare komponerade von Höpken flera arior och två kantater, nämligen O! Rene Guds Lamb för två soloröster och orkester samt solokantaten Teseo. Tidigast är dock hans juloratorium som är daterat till 1751. En odaterad Sinfonia da chiesa visar dock, efter en stilistisk jämförelse med andra sakrala och dramatiska verk, tecken på att vara skriven före 1750, kanske till och med så tidigt som 1735. Hans produktion är alltså inte så omfattande men ändock relativt ansenlig för att vara från en amatör. Hans verk kom också att framföras några få gånger under hans levnad. I en konsertannons från Posttidningen den 29 januari 1759 står det att såväl då, som sedan vid hvarje konsert uppföres något af öfverstelieutnantens och riddareen baron von Höpkens besynnerligen smakeliga composition.
Eftersom von Höpken vistades mycket utomlands under sin karriär som militär är det svårt att få ett grepp om hur mycket han medverkade i musiklivet i Stockholm, men klart är att han faktiskt gjorde sig ett namn, inte bara som tonsättare, utan även som musiker.